# E@I

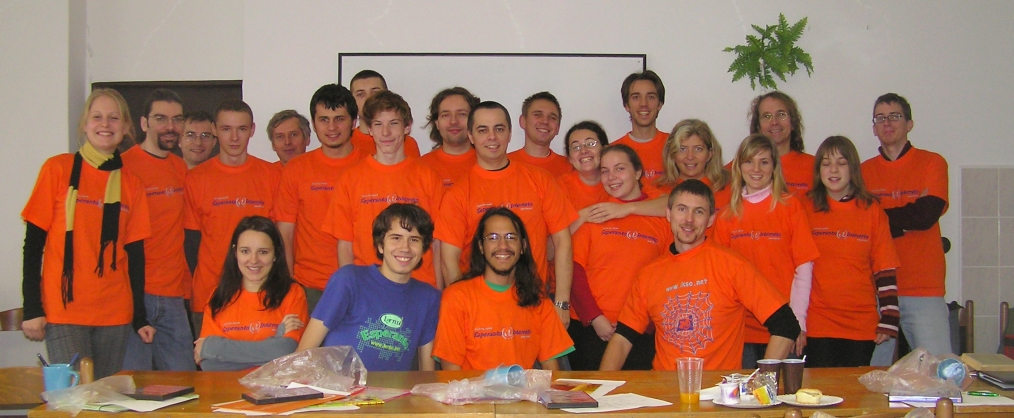
Účastníci semináře E@I v Brně v listopadu 2006

E@I (“Edukace@Internet”) je mezinárodní mládežnická nezisková organizace, která podporuje mezinárodní spolupráci a komunikaci a organizuje vzdělávací projekty a akce s cílem podpořit interkulturní vzdělávání a používání jazyků a internetových technologií.
Před svou registrací jako občanské sdružení na Slovensku v roce 2005 již E@I od roku 1999 fungovala jako neformální mezinárodní pracovní skupina.
Činnost organizace zahrnuje tvorbu vzdělávacích webových stránek jako je lernu!, Slovake.eu či připravované deutsch.info, vydavatelskou činnost jako je tvorba knih a DVD a pořádání seminářů a konferencí.
V roce 2007 E@I organizovala vůbec poprvé Slovanské studium esperanta, ze kterého se o rok později stala Letní škola esperanta, která se každoročně koná až dodnes.
V roce 2010 převzala E@I pořádání Konference o užití esperanta ve vědě a technice, konané na území Československa už od roku 1978.
Zvláštní pracovní skupina v rámci E@I se zabývá Wikipedií a v říjnu 2011 spolupořádala ve Svitavách setkání Esperantská Wikimánie při příležitosti 10 let od vzniku Esperantské Wikipedie.
Koordinátorem aktivit E@I je Peter Baláž ze Slovenska. Některé z projektů organizace byly finančně podpořeny nadací Esperantic Studies Foundation či Evropskou komisí v rámci jejího programu Mládež v akci a její Výkonné agentury pro vzdělávání, kulturu a audiovizuální oblast (EACEA). E@I je také členskou organizací Evropského fondu mládeže (European Youth Foundation) Rady Evropy.